# Reyka (sèrie de televisió)
Reyka és una sèrie de televisió sud-africana de drama criminal del 2021 creada i guionada per Rohan Dickson. Ha estat doblada i subtitulada al català.
Coproduïda per Quizzical Pictures i Serena Cullen Productions per al canal de televisió M-Net, aquest la va renovar per a una segona temporada el 30 de novembre del 2022.

## Argument
La sèrie alterna entre el passat i el present de la Reyka, una nena que el 1994, en paral·lel a la fi de l'apartheid, a dotze anys, va ser segrestada per Angus Speelman, que va abusar-ne sexualment durant quatre anys. La Reyka va aconseguir d'escapar-ne quan tenia setze anys i el seu agressor va ser capturat i sentenciat a mort.
Ara, d'adulta, la Reyka és una investigadora criminal que indaga sobre la connexió de diversos assassinats brutals ocorreguts a KwaZulu-Natal, que haurien estat efectuats per un assassí en sèrie. S'enfronta alhora al record de la seva infantesa traumàtica, cosa que d'alguna manera l'ajuda a ficar-se a la ment dels delinqüents prominents del país.

## Repartiment
- Kim Engelbrecht com a Reyka Gama
- Gabrielle de Gama com a Reyka jove
- Iain Glen com a Angus Speelman
- Nokuthula Ledwaba com a Portia
- Anna-Mart van der Merwe com a Elsa Meyer
- Hamilton Dhlamini com a Hector Zwane
- Gerald Steyn com a Tanner
- Mavuso Simelane com a Samuel Zwane
- Tamara Jozi com a avi de Bongi
- Leeanda Reddy com a Sewsunker
- Thando Thabethe com a Constable Nandi Cele
- Desmond Dube com a Pastor Ezekiel
- Kenneth Nkosi com a Cap Msomi

## Producció
El 2018, es va anunciar que M-Net i Fremantle treballarien en la creació de la sèrie. La producció estava programada per a començar a l'inici del 2019. El 9 de desembre del 2020, Kim Engelbrecht, que forma part de l'elenc, va penjar una publicació amb fotos del decorat de Rayka a Instagram en la qual expressava entusiasme per haver treballat amb Iain Glen.
En una entrevista a l'Independent Online, la directora administrativa de Quizzical Pictures, Harriet Gavshon, va dir que quan Rohan Dickson va contar-li la idea de la sèrie, va estar contenta de compartir els crèditos de producció amb l'empresa Serena Cullen. Va declarar: «He llegit els esborranys i m'han encantat. Llavors hem conegut la productora britànica, Serena Cullen, i ens hem avingut d'allò més». El 15 de desembre del 2020, M-Net i Fremantle van fer públic el repartiment principal de la sèrie. El rodatge va durar set setmanes i es va dur a terme predominantment en assentaments rurals de KwaDukuza i Inanda, així com a Johannesburg.

## Episodis
| Núm. | Títol       | Direcció         | Guió             | Data d'estrena original |
| ---- | ----------- | ---------------- | ---------------- | ----------------------- |
| 1    | «Episode 1» | Zee Ntuli        | Rohan Dickson    | 25 de juliol de 2021    |
| 2    | «Episode 2» | Sense determinar | Sense determinar | 1 d'agost de 2021       |
| 3    | «Episode 3» | Sense determinar | Sense determinar | 8 d'agost de 2021       |
| 4    | «Episode 4» | Sense determinar | Sense determinar | 15 d'agost de 2021      |
| 5    | «Episode 5» | Sense determinar | Sense determinar | 22 d'agost de 2021      |
| 6    | «Episode 6» | Sense determinar | Sense determinar | 29 d'agost de 2021      |
| 7    | «Episode 7» | Sense determinar | Sense determinar | 5 de setembre de 2021   |
| 8    | «Episode 8» | Sense determinar | Sense determinar | 12 de setembre de 2021  |

## Distribució
La sèrie es va estrenar a M-Net el 25 de juliol del 2021. També va ser distribuïda internacionalment per BritBox i Filmin.

## Recepció

### Crítica
El primer episodi de Reyka va ser estrenat al 60è Festival de Televisió de Montecarlo i va rebre molt bona crítica.
La sèrie al complet va ser valorada pel reporter Thinus Ferreira de News24 amb un 3/5. La va comparar amb El silenci dels anyells i Prodigal Son. També va afirmar que el guió de Rohan Dickson probablement estava inspirat per l'assassí en sèrie sud-africà Thozamile Taki, conegut com l'assassí de la canya de sucre. Finalment, va assegurar que algunes escenes eren tan espantoses que valia més la pena de veure Reyka amb els llums encesos.

### Premis i nominacions
| Any  | Premi                                     | Categoria                                 | Nominat(s)                                   | Resultat  | Ref.   |
| ---- | ----------------------------------------- | ----------------------------------------- | -------------------------------------------- | --------- | ------ |
| 2022 | Premis Sud-africans de Cinema i Televisió | Millor drama televisiu                    | Reyka                                        | Nominat   | [ 14 ] |
| 2022 | Premis Sud-africans de Cinema i Televisió | Millor actriu de drama                    | Kim Engelbrecht                              | Guanyador | [ 14 ] |
| 2022 | Premis Sud-africans de Cinema i Televisió | Millor actor de drama                     | Hamilton Dlamini                             | Nominat   | [ 14 ] |
| 2022 | Premis Sud-africans de Cinema i Televisió | Millor guió de drama                      | Rohan Dickson                                | Guanyador | [ 14 ] |
| 2022 | Premis Sud-africans de Cinema i Televisió | Millor direcció de drama                  | Catharine Cooke, Zwelesizwe Ntuli            | Guanyador | [ 14 ] |
| 2022 | Premis Sud-africans de Cinema i Televisió | Millor muntatge de drama                  | Melanie Sara Golden, Matthew Dylan Swanepoel | Nominat   | [ 14 ] |
| 2022 | Premis Sud-africans de Cinema i Televisió | Millor direcció de fotografia de drama    | Tom Marais                                   | Guanyador | [ 14 ] |
| 2022 | Premis Sud-africans de Cinema i Televisió | Millor maquillatge i perruqueria de drama | Theola Booyens                               | Nominat   | [ 14 ] |
| 2022 | Premis Primetime Emmy de 2022             | Millor sèrie dramàtica                    | Reyka                                        | Nominat   | [ 15 ] |
| 2022 | Premis Primetime Emmy de 2022             | Millor actriu                             | Kim Engelbrecht                              | Nominat   | [ 15 ] |